# Brownse beweging (natuurkunde)

Computersimulatie van drie sporen van een brownse beweging in een vlak, die steeds gedetailleerder berekend wordt: met 32 (blauw), 256 (lichtblauw) en 2048 stapjes (nog lichter blauw).

De brownse of browniaanse beweging is een natuurkundig verschijnsel, in 1827 beschreven door de Schotse botanicus Robert Brown bij onderzoek van stuifmeelkorrels in een vloeistof onder de microscoop. Hij merkte op dat de deeltjes, hoewel bestaande uit dode materie, een onregelmatige eigen beweging vertoonden en volgens een toevallig aandoend patroon in alle richtingen weg konden schieten. Als deze aaneenschakeling van minuscule toevallige verplaatsingen lang genoeg duurt, verplaatst een dergelijk deeltje zich geleidelijk. Deze grillige beweging wordt ook wel een dronkemanswandeling (random walk) genoemd.

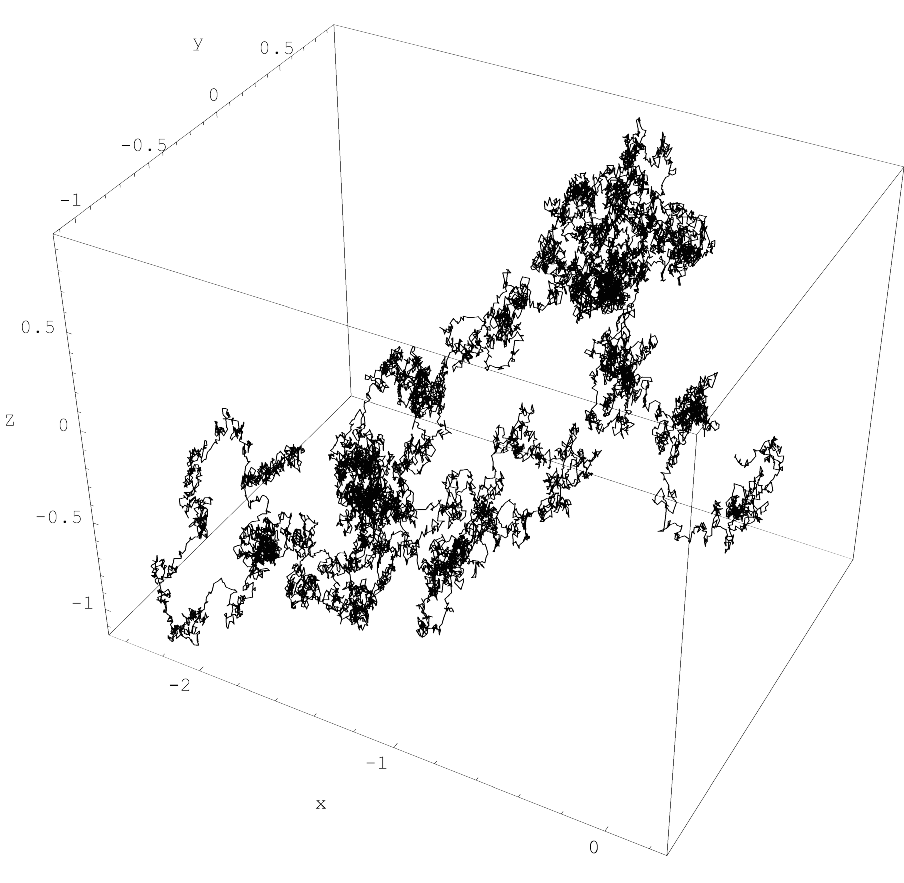
Computersimulatie van een driedimensionale brownse beweging, getekend met Wolfram Mathematica (tijdsstap 0,0001, voor tijden).

De verklaring van de brownse beweging is dat zeer kleine deeltjes onderhevig zijn aan botsingen met vele moleculen van het gas of de vloeistof waarin ze zweven. De hevigste botsingen daaronder brengen voldoende energie over om microscopisch waarneembare bewegingen te veroorzaken. De brownse beweging is dus een indirecte aanwijzing voor het bestaan van moleculen en de beweging daarvan.

## Geschiedenis
Lucretius gaf in zijn wetenschappelijke gedicht De Rerum Natura omstreeks 60 v.Chr een rake beschrijving van de door hem waargenomen brownse beweging van stofjes in een straal zonlicht, die hij als een bewijs voor het bestaan van atomen zag. Jan Ingenhousz beschreef (ook ver voor Brown) hetzelfde verschijnsel bij de beweging van roetdeeltjes op een oppervlak van ethanol. Albert Einstein formuleerde als eerste, dat (in een driedimensionale ruimte) de gemiddelde afstand van een dergelijk deeltje tot zijn oorsprong, evenredig is met de vierkantswortel van de hoeveelheid verstreken tijd.

## Einsteins formule
Einstein leidde in 1905 formules af voor de brownse beweging. Hij voorspelde dat een deeltje in een vloeistof met temperatuur {\displaystyle T} een diffusiecoëfficiënt heeft
{\displaystyle D={\frac {k_{B}T}{b}}}
waarin {\displaystyle k_{B}} de constante van Boltzmann is en {\displaystyle b} de lineaire wrijvingscoëfficiënt in de vloeistof (als de snelheid laag is in het gebied van de wet van Stokes bij lage Reynoldsgetallen voor kleine deeltjes. Daardoor geldt voor het kwadratisch gemiddelde van de verplaatsing in elke richting na een tijd {\displaystyle t}:
{\displaystyle {\sqrt {\langle x^{2}\rangle }}={\sqrt {2Dt}}}
Ook Marian Smoluchowski droeg bij aan de theorie.

## Perrins experiment
Hoe elegant de formule van Einstein ook was, wat ontbrak was een gedegen experiment die zijn conclusie kon ondersteunen. Het was de Franse natuurkundige Jean Perrin die erin slaagde om Einsteins berekening met observaties aan te tonen.
Perrin was ervan overtuigd dat de Brownse beweging veroorzaakt werd door watermoleculen, en dat daarom de wetten van de kinetische gastheorie van Ludwig Boltzmann ook toepasbaar waren tussen de graanpollen en watermoleculen. In verschillende experimenten bekeek Perrin onder een microscoop naar het gedrag van zeer kleine (0,1 gram) harsbolletjes die hij liet zweven in een vloeistof. Daarin beschouwde hij niet alleen de verplaatsing maar ook de rotatie van een Browns-deeltje. Hiermee kon hij experimenteel aantonen dat de Brownse beweging inderdaad veroorzaakt wordt door moleculaire  botsingen. Daarnaast was Perrin in staat om een exacte waarde van het getal van Avogadro (NA) te bepalen die substantieel overeen kwam met experimentele waarden die via andere methodes waren verkregen. Onafhankelijk van materiaal, grootte en dichtheid vond hij elke keer bijna eenzelfde waarde voor NA: 6,8•1023.

## Stochastiek
Op grond hiervan definieerden wiskundigen een stochastisch proces dat eveneens de naam brownse beweging draagt. De kansverdeling van dit proces op een tijdstip {\displaystyle t} is normaal met verwachtingswaarde 0, dus gecentreerd om de oorsprong, en een standaardafwijking evenredig met de (vierkants)wortel uit {\displaystyle t}.

## Voorkomen
De brownse beweging is de oorzaak van diffusie en osmose en de werking van de radiometer van Crookes. De brownse beweging is goed waar te nemen in onder meer de turbulentie van rook, de roetdeeltjes in verdunde Oost-Indische inkt, stofjes in ons oog als we bijvoorbeeld naar de blauwe lucht kijken en op grotere schaal het weer.
Volgens het Black-Scholes-model gedragen de koersen op de effectenbeurzen zich als brownse beweging.